# Montecchio Maggiore
Montecchio Maggiore é uma comuna italiana da região do Vêneto, província de Vicenza, com cerca de 20.730 habitantes. Estende-se por uma área de 30 km², tendo uma densidade populacional de 691 hab/km². Faz fronteira com Altavilla Vicentina, Arzignano, Brendola, Castelgomberto, Montebello Vicentino, Montorso Vicentino, Sovizzo, Trissino, Zermeghedo.

## Demografia
| Variação demográfica do município entre 1861 e 2011                               |
|                                                                                   |
| Fonte: Istituto Nazionale di Statistica (ISTAT) - Elaboração gráfica da Wikipedia |